# Jugador Más Espectacular de la ACB

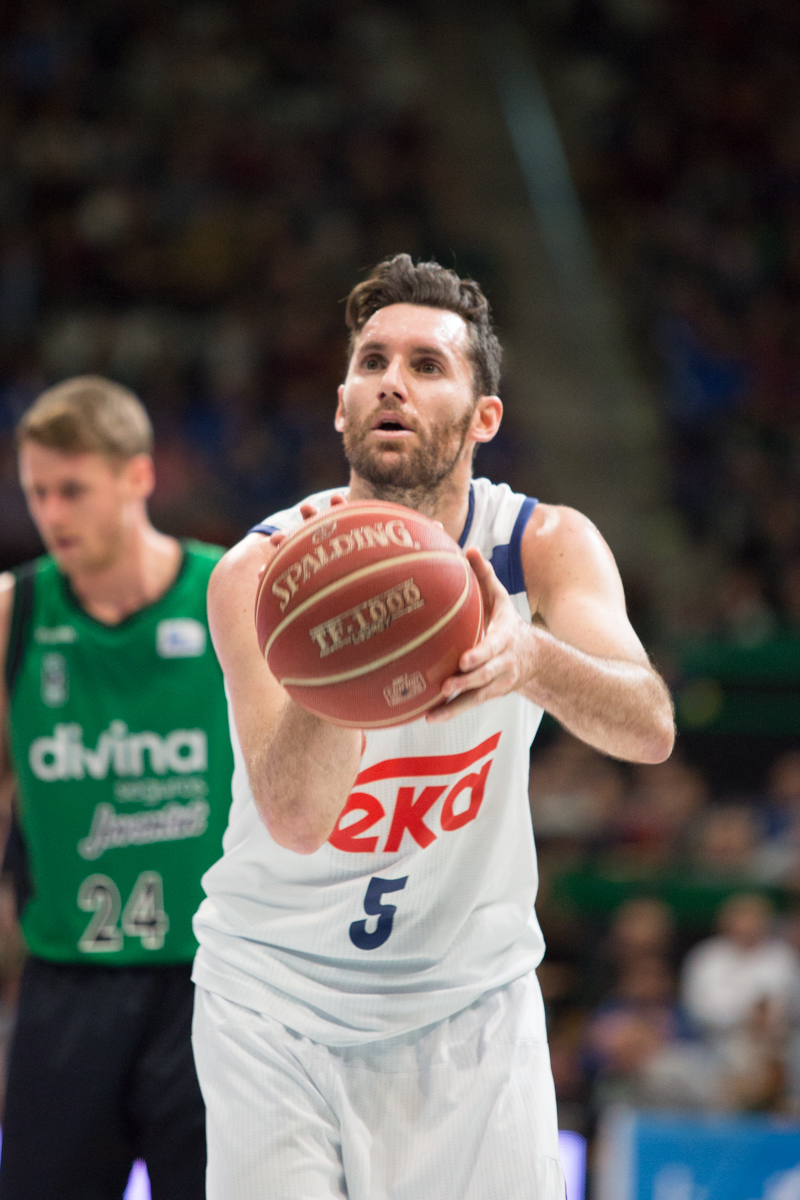
Rudy Fernández, ganador de este galardón en la temporada 2012-2013

El galardón Jugador Más Espectacular de la ACB, oficialmente por motivos de patrocinio Jugador Más Espectacular KIA de la Liga Endesa, es un trofeo anual que se otorga al final de la temporada de la Liga ACB, al jugador "más espectacular" determinado por una clasificación que se actualiza semanalmente tras cada jornada.
El premio se entrega al jugador con la mayor cantidad de puntos acumulados durante toda la temporada en las 7 mejores jugadas semanales.

## Palmarés
| Temporada | Vencedor               | Equipo               | Ref.        |
| --------- | ---------------------- | -------------------- | ----------- |
| 2008-09   | Marcus Haislip         | Unicaja Málaga       |             |
| 2009-10   | Ricky Rubio            | FC Barcelona         |             |
| 2010-11   | Marcus Slaughter       | CB Valladolid        |             |
| 2011-12   | Latavious Williams     | Joventut             |             |
| 2012-13   | Rudy Fernández         | Real Madrid          |             |
| 2013-14   | Sergio Rodríguez       | Real Madrid          |             |
| 2014-15   | Latavious Williams (2) | Bilbao Basket        |             |
| 2015-16   | Tomáš Satoranský       | FC Barcelona         |             |
| 2016-17   | Facundo Campazzo       | Murcia               | [ 1 ] [ 2 ] |
| 2017-18   | Christian Eyenga       | Montakit Fuenlabrada | [ 3 ]       |
| 2018-19   | Tornike Shengelia      | Baskonia             | [ 4 ]       |
| 2019-20   | Josh Adams             | Unicaja Málaga       | [ 5 ]       |
| 2020-21   | Leandro Bolmaro        | FC Barcelona         |             |